# Oscar Reutersvärd

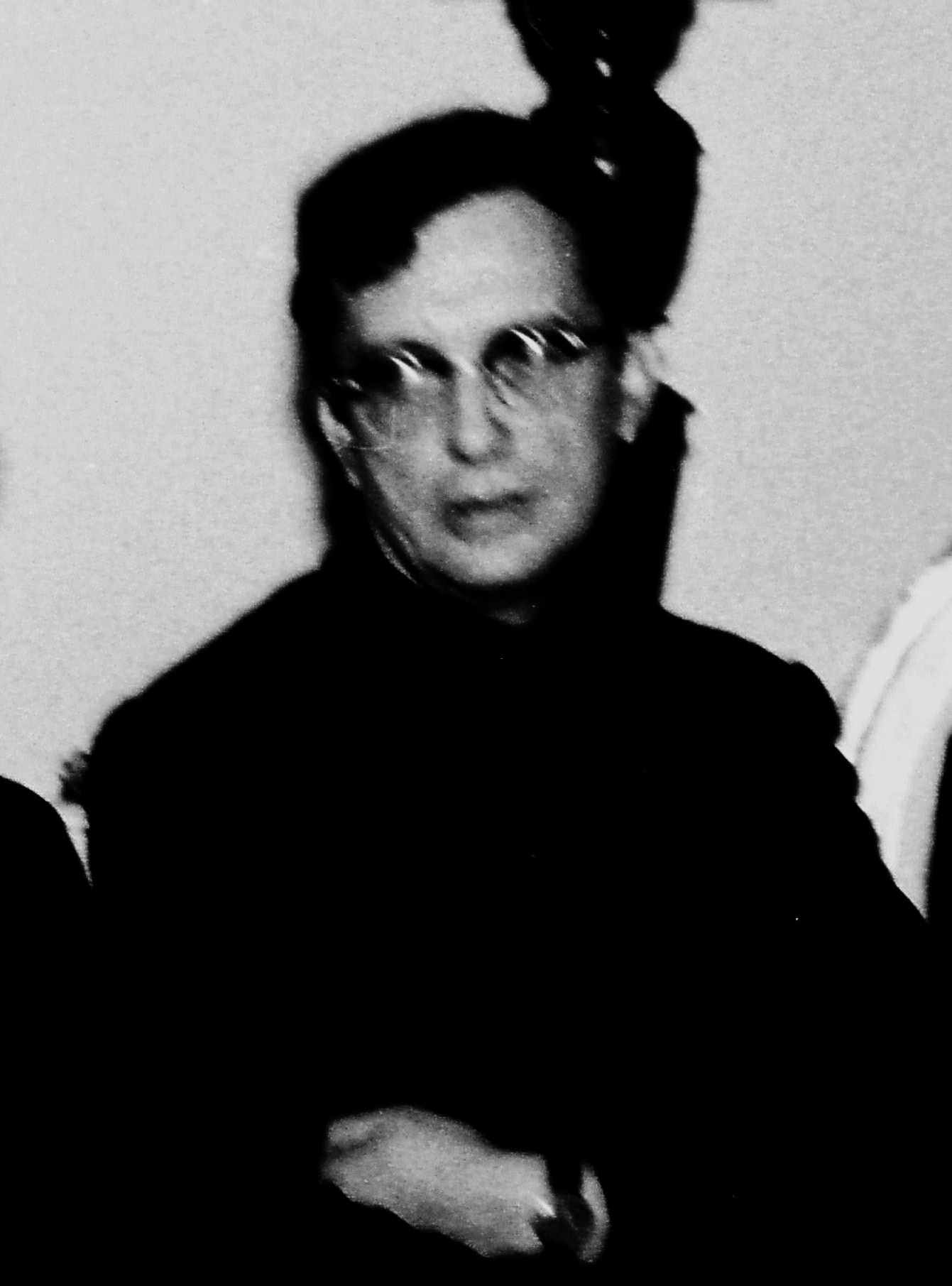
Oscar Reutersvärd

Penrose-driehoek

Onmogelijke trap

Oscar Reutersvärd (Stockholm, 29 november 1915 – Lund, 2 februari 2002) was een Zweeds beeldend kunstenaar.
Reutersvärd was een pionier op het gebied van onmogelijke figuren, zoals de Penrose-driehoek, die in 1934 door Reutersvärd was bedacht. Als eerbetoon verscheen deze driehoek in 1982 op een Zweedse postzegel. Ook de onmogelijke trap van Penrose was al veel eerder door Reutersvärd bedacht.
De Nederlandse graficus M.C. Escher werd zeer bekend door zijn onmogelijke figuren; hij was toen nog niet bekend met het werk van Reutersvärd. De Penrose-driehoek is vaak door Escher gebruikt, en de onmogelijke trap werd bekend van zijn litho Klimmen en dalen. Escher creëerde bewoonde werelden rond deze onmogelijke figuren, terwijl Reutersvärd vooral puur geometrische figuren creëerde, meer dan 2500 stuks, in isometrische projectie.
- Bibsys: 90131819
- Bibliothèque nationale de France: cb121940771 (data)
- Gemeinsame Normdatei: 118889052
- International Standard Name Identifier: 0000 0001 0901 540X
- KulturNav: 9afe7e0e-9231-4284-b7f8-3fb5f8fd92ec
- Library of Congress Control Number: n79065262
- Nationale Bibliotheek van Letland: 000185626
- MusicBrainz: 76ecd5e1-80a6-492b-8478-d9066862346c
- Nationale bibliotheek van Australië: 35748426
- Nationale Bibliotheek van Israël: 987007423718605171
- Nederlandse Thesaurus van Auteursnamen: 069999643
- RKD-Nederlands Instituut voor Kunstgeschiedenis: 251645
- LIBRIS: 218252
- SNAC: w6pv9b06
- Système universitaire de documentation: 030547482
- Trove: 1069457
- Union List of Artist Names: 500195515
- Virtual International Authority File: 52487669
- WorldCat: E39PBJkHrKJyPF4jggPRHjdbBP